# Harrisonville (Missouri)
Harrisonville è un comune degli Stati Uniti d'America, situato nello Stato del Missouri, nella contea di Cass, della quale è il capoluogo.